# Турня

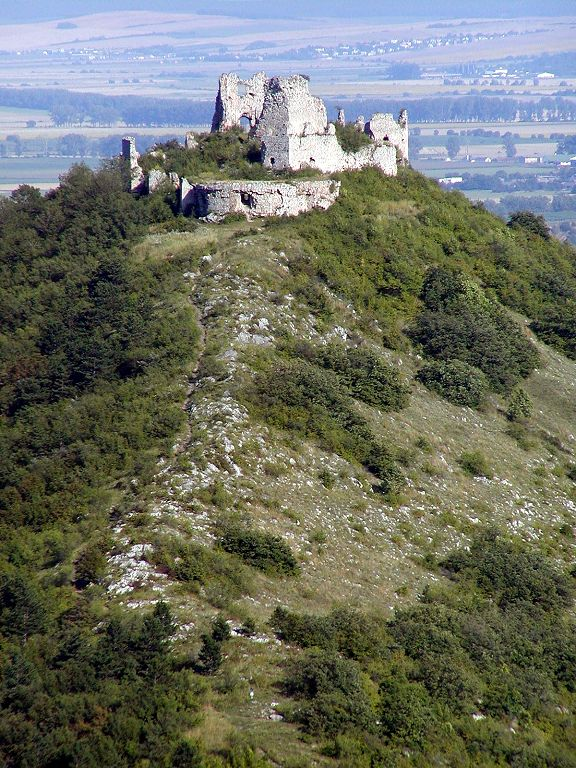
Турнянский Град

Турня (словац. Turňa) — историческая область Словакии. Располагается в долине одноименной реки, прорезывающей массив Словацкого Карста. В прошлом Турня входила в состав Венгерского королевства в качестве административно-территориальных единиц разных типов: комитата, стулы и жупы (жупании).

## География
Турня располагалась в юго-восточной части современной Словакии и на северо-востоке современной Венгрии. Эта жупа была одной из самых маленьких в Венгрии. В настоящее время термин «Турня» используется только в качестве названия исторического региона.

## История
Турня (Turňa, Torna) упоминается в числе первых комитатов Венгрии. Её территория ограничивалась долиной одноимённой реки Турня и параллельными реке горными кряжами. Вероятно, в период становления Венгерского королевства Турня являлась частью Боршодской, Спишской и Гемерской стул. Не позднее XII века, однако, все они, наряду с Турней (Торной), образовали отдельные королевские комитаты. Знаковой фигурой в истории Турни является местный словацкий феодал Ян Турнянский (Ján Turniansky), вассал Венгерской короны. Он получил и комитат Турню, и фамилию «Турнянский» (венгерский вариант фамилии: «Tornay») в награду за отличия в боях с вторгшимися в венгерские пределы полчищами хана Батыя. Существует предание, что именно Ян Турнянский основал в 1-й половине XIII в. Турнянский замок. С высоты избранной Турнянским для замка крутой лесистой скалы, весь комитат Турня был виден как на ладони!.
В 1406 году род Турнянских пресёкся. Король назначил капитаном (комендантом) Турнянского замка Иштвана Беренци (Berencsi István). Последний взял себе вторую фамилию «Tornay». Вскоре, в 1409 году, король пожаловал Турнянский замок Штефану Шафару из Бранча (Štefan Šafár z Branča). От него же в 1440 г. замок перешёл к Имре Бебеку (Bebek Imre) из рода Бебековцев (Bebekovci).
В том же 1440 году в Словакии появился гуситский полководец Яна Искры (Ján Jiskra, Giskra Janos).
Елизавета пригласила к себе на службу известного военачальника гуситов, авантюриста Яна Искру. Королева доверила ему командование всеми вооружёнными силами в краях Подтатранских.
 — писал русский историк А. И. Степович.
В 1448 году Имре Бебек сражался против турок под началом венгерского полководца Яноша Хуньяди и принял участие в битве на Косовом поле. Из-за измены сербского князя Георгия Бранковича, Хуньяди проиграл сражение, а Бебек сложил свою голову. В том же 1448 году Турнянский замок взяла в плотную осаду армия Яна Искры. В 1451 г. Янош Хуньяди деблокировал замок и принудил Искру присягнуть на верность Венгерской короне. После Бебековцев замком владели Кеглевичи (Keglevichi, Keglevichovci).
В 1476 году Турнянский замок купил у Кеглевичей подскарбий Венгерского королевства, венгерский магнат хорватского происхождения Имре Запольяи (Запольский) из Спиша (ок. 1420—1487). Его потомки владели замком вплоть до 1531 года.
В XVI веке, ввиду подступившей вплотную турецкой угрозы, Турнянский замок был реконструирован и укреплён. Сохранились ренессансные постройки 1540-1550 гг. В 1556 г. замком владел Дитрих Пуххейм (Dietrich Puchheim).
В XVII веке Турня оказалась уже на самой границе с Османской империей. В 1612 г. Турнянским замком овладел трансильванский князь Габор Бетлен, но по условиям Венского мира 1624 г. замок был возвращён кайзеру Фердинанду II. В 1652 году, во время безуспешной осады замка, турки выжгли Турнянске-Подградье. То же самое повторилось в 1675 году.
В 1685 году Турнянский замок приказал разрушить имперский генерал Шульц — дабы твердыня не досталась куруцам трансильванского правителя Имре Тёкёли, возглавившего освободительное движение против тирании Габсбургов. Оно охватило и часть Словакии, включая Турню.
В 1882 году жупа Турня была объединена с жупой Абов (Абауй), в результате чего появилась жупа Абауй-Торна. Площадь жупы по состоянию на 1806 год составляла 594 км². Она была разделена на два района:
- Верхний (Processus primus) — позднее (в 1918-19 гг.) большей частью отошедший к Словакии (включённой, на основании Питтсбургского соглашения, в Чехословацкую республику);
- Нижний (Processus superior) — оставшийся главным образом за Венгрией.

В начале XX века жупа Абауй-Торна заняла в Венгерском королевстве I место по числу эмигрантов за океан. Трианонский договор 1920 года утвердил за Венгрией 21 муниципалитет из бывших 42-х, и в составе Венгрии осталась лишь Нижняя Турня. По Венскому арбитражу 1938 года, Верхняя Турня ненадолго вернулась в состав Венгрии, частично возродившей прежнее административное деление. В 1944 г. было восстановлено межвоенное status quo.
В настоящее время часть бывшей жупы Турня, отошедшей в 1993 году к Словакии, включает в себя фрагменты муниципалитетов Рожнявы и Кошице-Околья в Кошицком крае; а оставшаяся за Венгрией часть входит в состав медье Боршод-Абауй-Земплен.

## Административный центр
Центром жупы Турня с XIII века был Турнянский замок (сохранившийся в руинах доныне). После 1685 года административный центр был перенесён в город Турня-над-Бодвоу.

## Население
Население стулы Турня состояло в основном из венгров; словаки по состоянию на 1773 год жили только в восьми поселениях:
- Бодвасилаша (Bódvaszilaša),
- Дворники (Dvorníki),
- Хачава (Hačava),
- Синя (Sziňa),
- Сёглигет (Szögliget),
- Турня-над-Бодвоу (Turňa nad Bodvou),
- Турнянский Свято-Андреев (Turnianski sv. Andrejov),
- Жарнов (Žarnov).

В наши дни регион (не исключая и некоторых вышеперечисленных поселений) также населён преимущественно венграми.